# 阿克丹 (爱新觉罗氏)
阿克丹（转写：Uksun Akdan；1833年3月12日—1903年2月7日，道光十三年正月廿一日寅時－光緒二十九年正月初十日丑時），字允庭，爱新觉罗氏。清朝宗室、官员，屬正白旗第二族載字輩。

## 經歷
咸豐五年（1855年）乙卯科鄉試舉人。
咸豐十年（1860年）庚申恩科第二甲第十三名進士出身。籤分宗人府學習主事。
十一年（1861年）：九月，充辛酉科順天鄉試收掌試卷官。
同治元年（1862年）：八月，充壬戌科順天鄉試收掌試卷官。
二年（1863年）：八月，實補宗人府主事。九月，充癸亥科武會試監射試考官。
三年（1864年）：七月，以宗人府主事出差充任甲子科福建鄉試副考官。十月，福建鄉試因江南戰事延期，從南下途中被召回。奉派查核鑲黃旗事務。
四年（1865年）：三月，以宗人府主事充任乙丑科會試同考官。
六年（1867年）：八月，充庚午科順天鄉試同考官。
九年（1870年）：七月，授宗人府理事官。八月，以理事官充丁卯科順天鄉試同考官。
十二年（1873年）：八月，充癸酉科順天鄉試同考官。十月，授戶部顏料庫郎中。
光緒元年（1875年）：十月，賞加四品銜。
三年（1877年）：仍暫回宗人府原衙門行走。
四年（1878年）：十二月，仍授宗人府理事官。京察一等，記名以四品京堂用。
五年（1879年）：十月，賞戴花翎。
六年（1880年）：九月，授鴻臚寺卿。十二月，授通政使司副使，奉派稽查右翼覺羅學。
八年（1882年）：四月初十日，升授光祿寺卿。八月二十四日，奉派修葺定東陵，賞加二品頂戴。
九年（1883年）：二月，授內閣學士兼禮部侍郎銜。四月初一日，遷盛京工部侍郎。
十年（1884年）：閏五月，奏報盛京庫存子彈鉛丸數量不敷支放操演，援案灌造。
十三年（1887年）：以盛京工部侍郎協同管理移居盛京宗室事務。

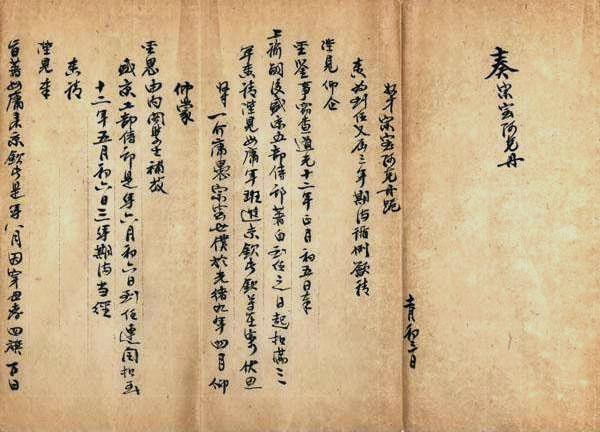
光緒十五年十月奏請陛見摺

十六年（1890年）：以盛京工部侍郎暫署盛京刑部侍郎。
十八年（1892年）：三月二十日，調任刑部右侍郎。兼授正黃旗漢軍副都統，隨即改鑲紅旗滿洲，奉派專司稽查值年旗事務。
十九年（1893年）：正月十一日，轉任刑部左侍郎。改任正黃旗滿洲副都統。兼署護軍統領、鑲藍旗滿洲副都統、鑲紅旗滿洲副都統。
二十年（1894年）：刑部左侍郎，以正黃旗滿洲副都統兼署正黃旗蒙古副都統。
二十一年（1895年）：以刑部左侍郎兼署戶部右侍郎兼管錢法堂事務，兼充崇文門左翼監督。
二十三年（1897年）：仍任刑部左侍郎。署理步軍營左翼總兵。八月，署理正藍旗滿洲副都統、前鋒營左翼前鋒統領。充舉人覆試閱卷大臣。
二十四年（1898年）：以刑部左侍郎兼署兵部右侍郎。三月，署理鑲紅旗護軍統領，充專操大臣。四月二十日，充貢士覆試閱卷大臣、殿試讀卷大臣、庶吉士散館閱卷大臣。
二十五年（1899年）：正月十五日，轉兵部左侍郎，管理馬館。
二十六年（1900年）：八國聯軍期間，充留京辦事大臣。十二月二十七日，授理藩院尚書，署理左翼前鋒統領。
二十七年（1901年）：三月，授理藩院尚書；七月，奏報德國使館館員回國辦給護照事宜。十一月，授鑲藍旗漢軍都統。
二十八年（1902年）：五月，以理藩院尚書充管理新營房大臣、管理舊營房大臣。十月，以理藩院尚書署理刑部尚書。十二月，派充值年旗大臣。

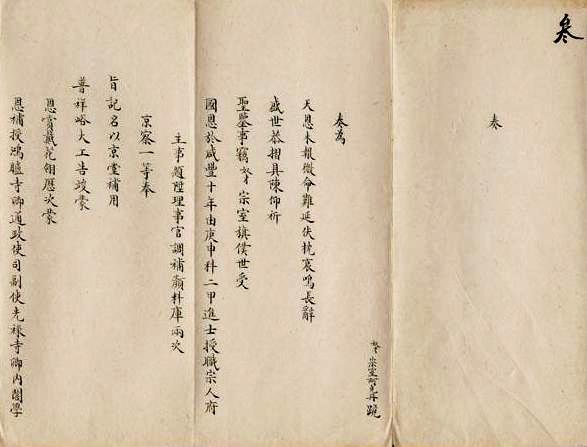
光緒二十九年正月奏報病危摺

二十九年（1903年）正月初十日卒於任上，年七十歲。

## 家庭
- 九世祖：輔國慤厚公塔拜（1589年－1639年），清太祖第六子。
- 八世祖：宗室額克親（1609年－1655年），塔拜次子，封固山貝子，因罪革爵，廢為庶人，後復入宗室，終官內大臣。
- 七世祖：輔國將軍額奇（1625年－1696年），額克親長子，封三等輔國將軍，終官內大臣。
- 六世祖：宗室溥嵩（1678年－1739年），額奇第五子，官至侍衛佐領。
- 高祖父：宗室清福（1717年－1807年），溥嵩第七子，官七品筆帖式，因病告退。
- 曾祖父：宗室平保（1741年－1789年），清福次子，閑散。
- 祖父：宗室貴祥（1760年－1815年），平保長子，官至兵部郎中。

- 父：宗室額勒渾（1802年－1876年），得清次子，官三等侍衛，因眼疾告退。
- 母：舒舒覺羅氏，額勒渾嫡妻，國興之女。

### 兄弟
阿克丹行三，有二兄一弟。
- 兄：宗室扎拉豐阿（1824年－1826年），早卒。
- 兄：宗室阿克達春（1830年－1850），閑散。
- 弟：宗室阿達遜（1836年－1871年），閑散。

### 妻子
正室：卓佳氏，阿善保之女。無側室。
阿克丹生三子：
- 長子：宗室海明（1857年－1895年），官東陵主事。
- 次子：宗室海鐘（1864年－1865年），早卒。
- 三子：宗室海錕（1867年－1912年），過繼予其胞叔阿達遜為嗣，官至吏部郎中。